# Penn State Nittany Lions

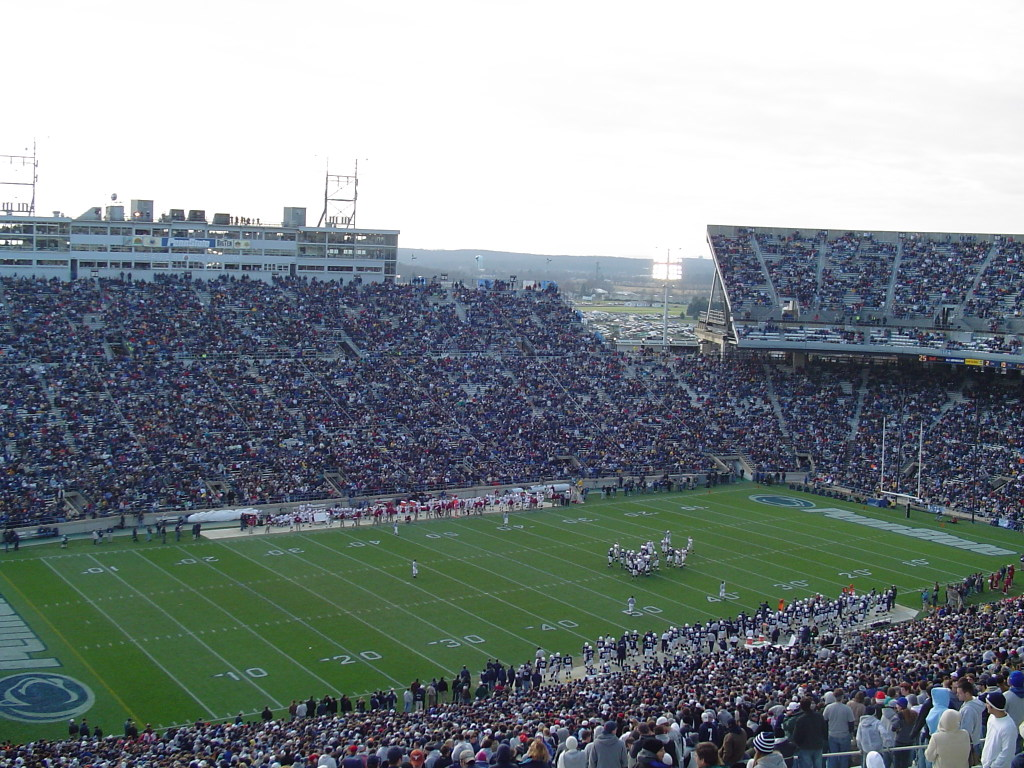
Beaver Stadium.

Penn State Nittany Lions (español: Leones del Monte Nittany de la Estatal de Pensilvania) es el equipo deportivo de la Universidad Estatal de Pensilvania, situada en el estado del mismo nombre. Los equipos de los Nittany Lions participan en las competiciones universitarias organizadas por la NCAA, y forman parte de la Big Ten Conference.

## Programa deportivo
Los Lions compiten en las siguientes especialidades deportivas:
| - Masculino - Atletismo - Atletismo cubierta - Baloncesto - Béisbol - Cross - Fútbol americano - Gimnasia - Golf - Hockey sobre hielo - Fútbol - Lacrosse - Lucha libre - Natación y salto - Tenis - Voleibol | - Femenino - Atletismo - Atletismo cubierta - Baloncesto - Cross - Fútbol - Hockey sobre hierba - Hockey sobre hielo - Golf - Gimnasia - Lacrosse - Sóftbol - Natación y salto - Tenis - Voleibol | - Coeducacional - Esgrima |

### Fútbol americano
Es la sección deportiva más conocida de Penn State. Disputa sus partidos en el gran Beaver Stadium, uno de los más grandes del país, con capacidad para 107 282 espectadores. Compiten desde 1887, y desde entonces, han conseguido ganar en dos ocasiones el título nacional, en los años 1982 y 1986. Desde 1993 pertenecen a la Big Ten Conference, ganando en tres ocasiones el título de la misma, en 1994, 2005 y 2008.
Han jugado 39 partidos bowl, de los cuales han ganado 25, perdiendo 12 y empatando en 2 ocasiones. Tienen el mejor porcentaje de victorias en este tipo de partidos o tazones de todas las universidades. Entre sus triunfos, destacar la Rose Bowl, la Orange Bowl o la Sugar Bowl entre otras. Su entrenador durante casi cincuenta años fue el mítico Joe Paterno (1926-2012).

## Campeonatos nacionales
- Masculinos
  - Boxeo - 1924, 1927, 1929, 1930, 1932
  - Cross - 1942 (co), 1947, 1950
  - Fútbol americano - 1982, 1986
  - Gimnasia - 1948, 1953, 1954, 1957, 1959, 1960, 1961, 1965, 1976, 2000, 2004, 2007
  - Fútbol - 1926 (co), 1929, 1933, 1936 (co), 1937 (co), 1938, 1939 (co), 1940 (co), 1949 (co), 1954, 1955 (co)
  - Voleibol - 1994, 2008
  - Lucha libre - 1921, 1953
- Femeninos
  - Bolos - 1979
  - Esgrima - 1980, 1981, 1983
  - Hockey hierba - 1980, 1981
  - Gimnasia - 1978, 1980
  - Lacrosse - 1978, 1979, 1980, 1987, 1989
  - Voleibol - 1999, 2007, 2008
- Combinados
  - Esgrima - 1990, 1991, 1995, 1996, 1997, 1998, 1999, 2000, 2002, 2007

co: compartido